# Bous (Luxemburg)
Bous (Luxemburgs: Bus) is een plaats en voormalige gemeente in het Luxemburgse Kanton Remich. Op 1 januari 2023 fuseerde te gemeente met Waldbredimus tot de gemeente Bous-Waldbredimus.
De gemeente had een totale oppervlakte van 15,43 km² en telde 1215 inwoners op 1 januari 2007.

## Ontwikkeling van het inwoneraantal
| Jaar                              | 2001 | 2002 | 2003 | 2004 | 2005 |
| --------------------------------- | ---- | ---- | ---- | ---- | ---- |
| Inwoneraantal                     | 1091 | 1124 | 1152 | 1174 | 1190 |
| Opmerking: tellingen op 1 januari |      |      |      |      |      |

Assel · Bous · Erpeldange · Ersange · Roedt · Rolling · Trintange · Waldbredimus

Luxemburgse gemeenten · Kanton Remich · Luxemburg